# NGC 1576
NGC 1576 è una galassia lenticolare (o ellittica) situata nella costellazione dell'Eridano, a una distanza di circa 230 milioni di anni luce dalla nostra Via Lattea.

## Scoperta
La galassia è stata scoperta il 28 novembre 1786 dall'astronomo britannico di origine tedesca William Herschel.